# Épipaléolithique
 (janvier 2022).
Si vous disposez d'ouvrages ou d'articles de référence ou si vous connaissez des sites web de qualité traitant du thème abordé ici, merci de compléter l'article en donnant les références utiles à sa vérifiabilité et en les liant à la section « Notes et références ».
L'Épipaléolithique ou Paléolithique final est une phase de la Préhistoire récente, succédant au Paléolithique supérieur il y a environ 14 000 ans, et précédant le Mésolithique qui commence il y a 11 700 ans, à la fin de l'ère glaciaire.
La définition de l'Épipaléolithique est complexe et fait intervenir des éléments climatiques, environnementaux, sociaux et techniques. Ces éléments de définition peuvent varier d'une région à l'autre.

## Contexte climatique
L'Épipaléolithique commence il y a environ 14 000 ans au cours d'une phase de radoucissement climatique relatif, mais se poursuit entre 13 000 et 11 700 ans avant le présent avec le dernier retour des temps glaciaires, au cours du Dryas récent.

## Mode de vie
Le mode de vie des groupes humains de l'Épipaléolithique s'inscrit dans la continuité de ceux du Paléolithique et leur économie est toujours celle de groupes de chasseurs-cueilleurs. Toutefois, les changements environnementaux conduisent à un certain nombre d'adaptations techniques (généralisation de l'arc, plus adapté à la chasse dans les forêts renaissantes, et donc production d'armatures en silex de dimensions réduites mais toujours aux dépens de lames) ou comportementales (développement de la chasse individuelle, à l'affût).
Au Proche-Orient, l'usage de la chaux comme colle est découvert à cette époque, pour la fabrication de petits outils.

## Cultures

### Europe
À la culture magdalénienne, stable et répandue sur une grande partie de l'Europe de l'Ouest, aisément identifiée par son industrie et son art pariétal et mobilier spectaculaire, succèdent des cultures matérielles plus localisées et changeant plus rapidement. Les expressions artistiques se font nettement plus discrètes (galets striés ou peints) et sont rarement figuratives.
En Europe, les principales cultures épipaléolithiques sont l'Azilien (ex-Tourassien), l'Ahrensbourgien, le Valorguien, le Swidérien, les groupes de la Long Blade Technology (dont le Belloisien), le Laborien, la culture de Bromme, le Tjongérien et la culture Komsa.

### Proche-Orient

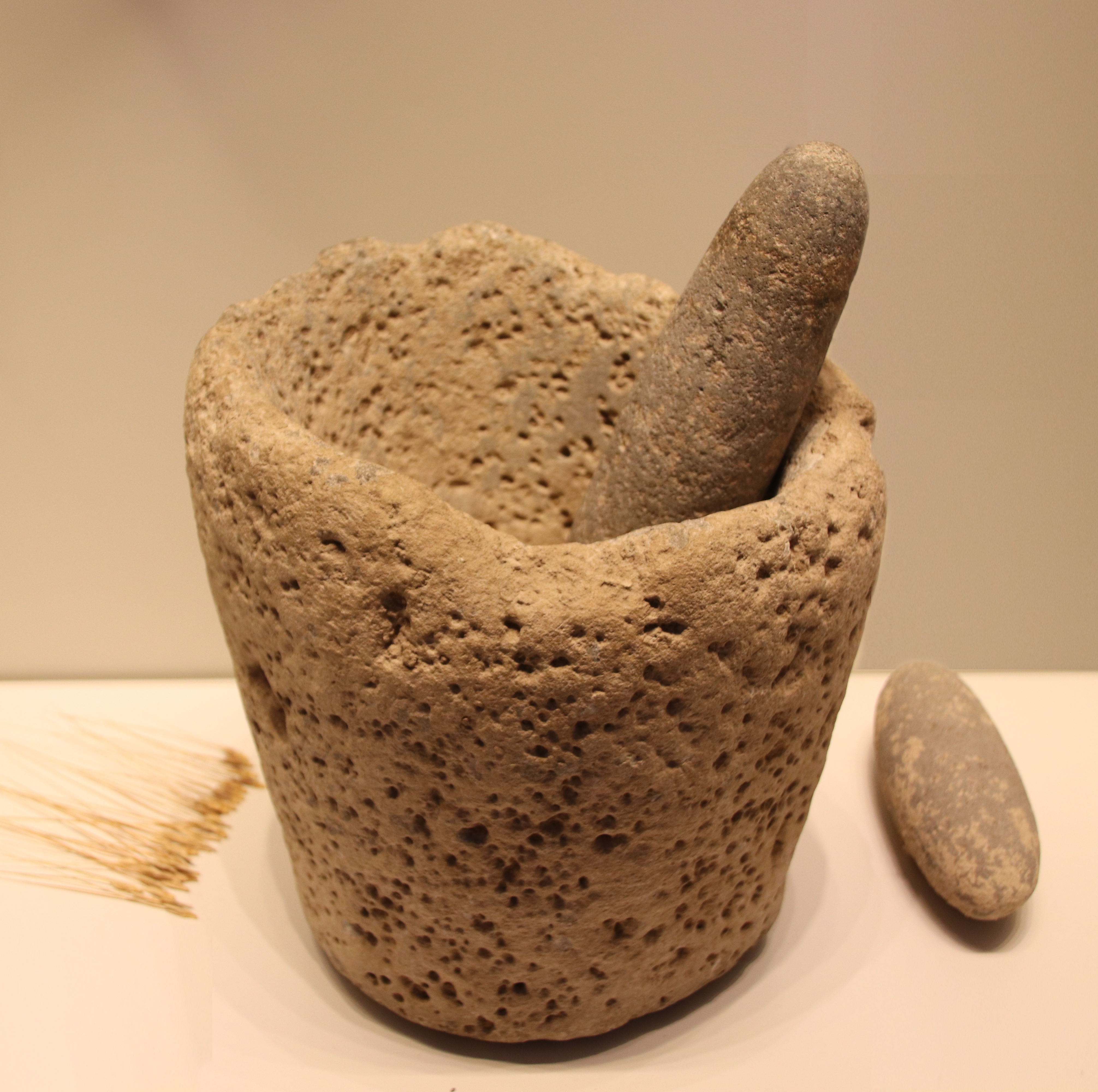
Pilon et mortier de culture kébarienne, datant de l'Épipaléolithique.

Au Proche-Orient, les principales cultures épipaléolithiques sont le Kébarien (v. 21 000-18 000 AP), le Kébarien géométrique (v. 17 500-14 500 AP) et le Natoufien (v. 14500 à 11500 AP). Dans le Zagros, la culture épipaléolithique est le Zarzien (v. 20000-12000 AP).

## Mésolithique
À partir de 11 700 ans avant le présent, les cultures mésolithiques (Sauveterrien, Tardenoisien, Montadien, Castelnovien, Maglemosien, Kongemosien, la culture Fosna-Hensbacka, la culture de Kunda) succèdent aux groupes épipaléolithiques locaux.